# Pteroptyx masatakai
Pteroptyx masatakai là một loài bọ cánh cứng trong họ Đom đóm (Lampyridae). Loài này được Kawashima miêu tả khoa học năm 2003.